# Стюарт, Александр из Бонкиля
Сэр Александр Стюарт из Бонкиля (? — 1319) — шотландский дворянин, сын сэра Джона Стюарта из Бонкиля (ум. 1298) и отец Джона Стюарта (ум. 1331), 1-го графа Ангуса.

## Биография
Александр Стюарт был двоюродным братом Уолтера Стюарта (1293—1326) и сэра Джеймса Дугласа, двух наиболее важнейших военачальников периода Первой войны за независимость Шотландии. Шурин Томаса Рэндольфа, 1-й графа Морея, и племянник короля Шотландии Роберта Стюарта.
Его отец, Джон Стюарт, был одним из твердых сторонников изгнанного короля Шотландии Иоанна Баллиоля и погиб в битве при Фолкерке в 1298 году. После поражения под Фолкерком Уильям Уоллес сложил с себя обязанности хранителя Шотландии в пользу Джона Комина, лорда Баденоха, племянника Иоанна Баллиоля. Джон Комин «Рыжий» добился некоторых успехов в борьбе против англичан. Вскоре между Робертом Брюсом и Джоном Комином разгорелась борьба за шотландский королевский престол. В 1306 году во время встречи обоих противников в Дамфрисе Джон Комин был смертельно ранен. Роберт Брюс одержал ряд побед над кланом Коминов и вскоре занял королевский престол. Во время гражданской войны Александр Стюарт сражался на стороне Джона Макдугалла, лорда Аргайла, против Роберта Брюса, но в 1308 году был захвачен своим кузеном Джеймсом Дугласом и получил королевское помилование.
Скончался около 1319 года.